# ハツォール空軍基地
ハツォール空軍基地（Hatzor Airbase） は、イスラエル航空宇宙軍の空軍基地である。イスラエル空軍 第4航空団 (4th Wing, Canaf 4) の飛行隊が所属する。イスラエルの中央地区、アシュドッド市の東側に位置する。ICAOはLLHSである。

## 概要
ハツォール空軍基地は、1942年にイギリス委任統治領パレスチナに駐留するイギリス空軍の空軍基地 "カスティナ空軍基地" として設置された。1946年には、ユダヤ人の武装組織であるイルグンがカスティナ基地を襲撃し、駐機されていた複数のハンドレページ ハリファックスが破壊された。1948年にイギリス軍が撤収すると、基地はハガナーに占領され、その後イスラエル空軍の"ハツォール空軍基地"として使用されるようになった。
1966年8月16日、イラク軍のMIG-21戦闘機がハツォール空軍基地に着陸した。これは、イスラエルの諜報機関であるモサドによる特殊作戦、"オペレーション・ダイアモンド"によるもので、これは当時アラブ諸国軍の新鋭戦闘機であったMIG-21の奪取を目的とした作戦であった。この作戦でイスラエルが入手したMIG-21にはイスラエル空軍のマーキングが施され、第601飛行隊（フライトテストセンター）で運用試験が行われた後、現在もハツェリム空軍基地のイスラエル空軍博物館に展示されている。
現在のハツォール空軍基地には、F-16C/D Block40 Barak/Brakeet戦闘機を装備する2つの飛行隊が配備されている。このうち、羽の生えたドクロのマーキングで知られる第101飛行隊（ファースト・ファイター・スコードロン）は、イスラエル空軍で最も古く、そして有名な飛行隊と言われる。

## 飛行隊
- 第101飛行隊（ファースト・ファイター・スコードロン、The First Fighter Squadron）- F-16C Block40 Barak
- 第105飛行隊（スコーピオン・スコードロン、The Scorpion Squadron）- F-16D Block40 Brakeet
- 第144飛行隊（ガーディアンズ・オブ・アラバ、The Guardians of the Arava Squadron）- F-16A/B Netz

第144飛行隊は2005年に解散し、装備機材はオブダ空軍基地の第115飛行隊に移管された。